# مارویستا انترتینمنت
مارویستا انترتینمنت به (انگلیسی: MarVista Entertainment) یک شرکت تولید و توزیع فیلم آمریکایی است که در وست‌وود، لس‌آنجلس، کالیفرنیا مستقر است.